# Hrabstwo Chemung
Chemung – hrabstwo (ang. county) w stanie Nowy Jork w USA. Populacja wynosi 91 070 mieszkańców (stan według spisu z 2000 r.).
Powierzchnia hrabstwa wynosi 1064 km². Gęstość zaludnienia wynosi 86 osób/km².

## Miasta
- Ashland
- Baldwin
- Big Flats
- Catlin
- Chemung
- Elmira
- Erin
- Horseheads
- Southport
- Veteran
- Van Etten

## Wioski
- Elmira Heights
- Horseheads
- Millport
- Van Etten
- Wellsburg

## CDP
- Big Flats
- Breesport
- Erin
- Horseheads North
- Pine Valley
- Southport
- West Elmira